# Якобс, Якоб
Якобюс-Альбертюс-Михаэль Якобс (1812—1879) — бельгийский художник.

## Биография
Якоб Якобс родился 19 мая 1812 года в городе Антверпене. Его родители хотели, чтобы он стал типографом, но в конце концов они уступили его желаниям, и он был зачислен в Королевскую академию изящных искусств Антверпена, где его наставниками были Густав Вапперс и Фердинанд де Бракелер. Он продолжил обучение в Лёвене, где он находился под влиянием работ Людольфа Бахуйзена и Адриана ван де Велде, и решил сосредоточиться на морских сценах. Его первые выставки состоялись в 1833 году.  

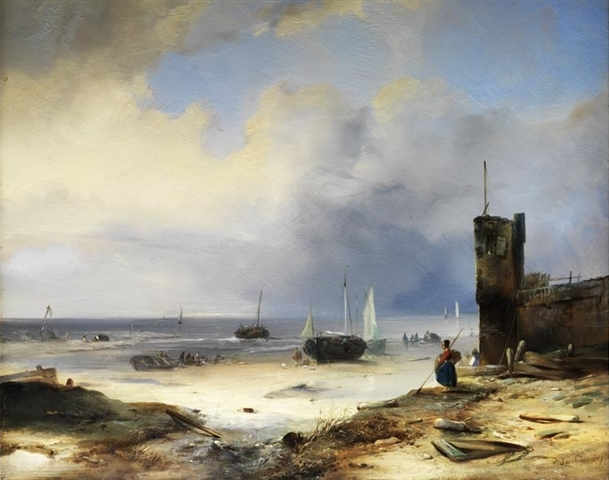
«Крушение корабля, везшего переселенцев»

Один из представителей антверпенской художественной школы; преимущественно занимался пейзажной живописью. Много путешествовал в поисках сюжетов для своих картин; посетил почти все прибрежные страны Средиземного моря, был в Греции, Турции, Египте, Германии, Норвегии, Швеции и России, изготовляя повсюду массу этюдов с натуры, при помощи которых писал потом большие картины, отличающиеся эффектностью сюжета и блеском колорита. 
Якобс имел звание профессора и преподавал в антверпенской академии художеств. 
Некоторыми из его самых известных учеников были Эмиль Клаус, Франс Хенс и Адриан Йозеф Хейманс. 
Важнейшие из его полотен: «Крушение корабля, везшего переселенцев» (1848) и «Золотой Рог в Константинополе» (1852), «Гломменский водопад в Норвегии» (1855), «Развалины Карнака в Египте» (1857), «Зогнефиорд в Норвегии» (1857) и «Вход в бергенскую гавань» (1867).
Якобюс-Альбертюс-Михаэль Якобс умер 9 декабря 1879 года в родном городе.